# East Region (Singapore)

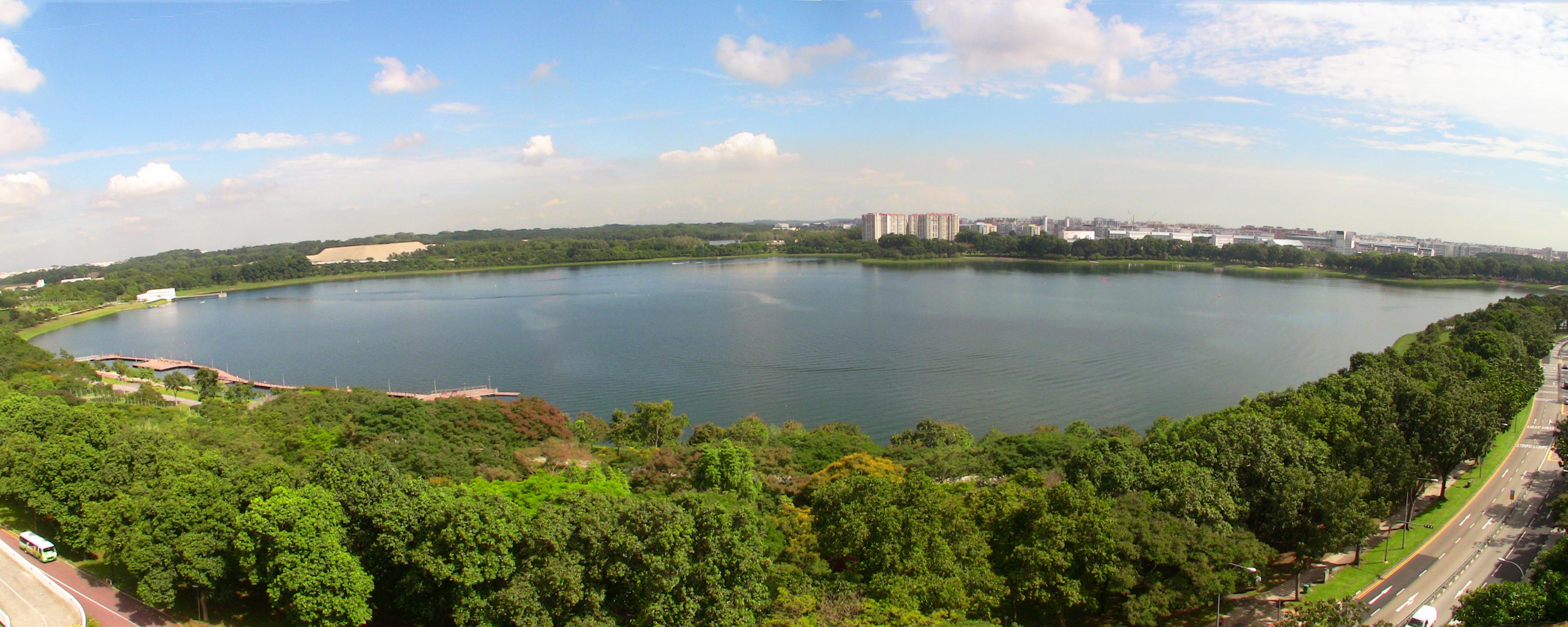
Vy från distriktet (Bedok reservoir)

Distriktet East Region (även "East") är ett av önationen Singapores 5 administrativa regioner.

## Geografi
Distriktet ligger på huvudöns Pulau Ujong sydöstra del och gränsar söder- och österut mot Singaporesundet, norrut mot North East Region och Johorsundet och västerut mot Central Region.
Distriktet har en yta på cirka 93 km². Befolkningen uppgår till cirka 686 000 invånare. Befolkningstätheten är cirka 7 376 invånare / km².
Inom distriktet ligger flygplatsen Singapore Changi flygplats och vattenmagasinet Bedok reservoir.

## Förvaltning
Distriktet är underdelad i 6 stadsplaneringsområden. (Planning Areas).
| * Bedok | * Changi | * Changi Bay | * Pasir Ris l | * Paya Lebar | * Tampines |

Distriktet förvaltas av 2 kommunstyrelser ("Majlis Pembangunan Masyarakat" / Community Development Council) under ledning av en borgmästare (Mayor), South East Community Development Council och North East Community Development Council.
Distriktets ISO 3166-2-kod är "SG-04". Huvudorten är Tampines distriktet i den centrala delen.